# Margaret Molesworth
Maud Margaret 'Mall' Molesworth (Brisbane, 18 de outubro de 1894 - 9 de julho de 1985) foi uma tenista australiana. Ela ganhou os dois primeiros torneios de simples do Australian Open. 